# Campionato mondiale di hockey su ghiaccio 1975
Il campionato mondiale di hockey su ghiaccio 1975 (42ª edizione) si è svolto dal 3 al 19 aprile 1975 nell'allora Germania Ovest, in particolare nelle città di Monaco di Baviera e Düsseldorf. Esso è stato considerato anche come campionato europeo, alla sua 53ª edizione.
Vi hanno partecipato sei rappresentative nazionali. A trionfare è stata per quattordicesima volta (diciassettesima a livello di europei) la nazionale sovietica.

## Nazionali partecipanti
- Cecoslovacchia
- Polonia
- Unione Sovietica
- Stati Uniti
- Svezia
- Finlandia

## Podio
| Pos. | Squadra          |
| ---- | ---------------- |
| 1°   | Unione Sovietica |
| 2°   | Cecoslovacchia   |
| 3°   | Svezia           |